# Rully (AOC)
Pour les articles homonymes, voir Rully.
Le rully est un vin blanc ou rouge d'appellation d'origine contrôlée produit sur la commune de Rully et sur une partie de la commune de Chagny, en Saône-et-Loire, à environ 15 kilomètres au nord-ouest de Chalon-sur-Saône et à environ 4 km au sud de la ville de Chagny.
Le rully comprend 23 climats classés en premier cru, dont 21 sur la commune de Rully et deux sur la commune de Chagny.
C'est une des appellations communales des vignobles de la côte chalonnaise, avec le bouzeron, le mercurey, le givry et le montagny, dans la région viticole de Bourgogne.

## Histoire

### Antiquité
Les Romains introduisent la culture de la vigne à Rully. L'empereur romain Domitien, en 92, ordonne l'arrachage partiel des vignes dans le Midi et en Bourgogne, afin d’éviter la concurrence. Mais Probus annule cet édit en 280.

### Moyen Âge

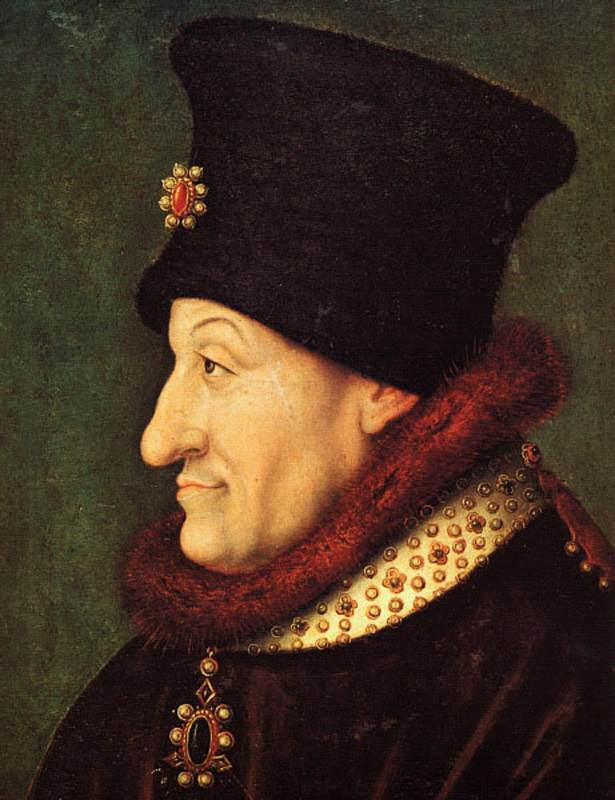
Philippe II le Hardi

Dès le début du VIe siècle, l’implantation du christianisme avait favorisé l’extension de la vigne par la création d’importants domaines rattachés aux abbayes. Ainsi l'abbaye de Cluny (créée en 909) pour le Chalonnais. 
Robert II y possède des vignes et une maison « où l'on amasse le vin », qu'il donne en 1300 à Guillaume de Bellevesvre, évêque de Chalon.
En 1347, une épidémie de peste oblige les habitants à construire un nouveau village au pied des collines, où se trouvent les vignes. En l'an 1395, Philippe le Hardi décida d’améliorer la qualité des vins et interdit la culture du gamay au profit du pinot noir dans ses terres. Enfin en 1416, Charles VI fixa par un édit les limites de production du vin de Bourgogne. 
À la mort de Charles le Téméraire, le vignoble de Bourgogne fut rattaché à la France, sous le règne de Louis XI. Le Château de Rully, construit aux XIVe et XVIe siècles, est entouré par de la vigne.

### Période moderne
Lors du passage en 1629, à Chalon du roi Louis XIII, les échevins de cette ville lui offrent 22 feuillettes de vin de Rully . Aussi, en 1700, l'intendant Ferrand rédigea-t-il un « Mémoire pour l'instruction du duc de Bourgogne » lui indiquant que dans cette province les vins les meilleurs provenaient des « vignobles [qui] approchent de Nuits et de Beaune ».

### Période contemporaine

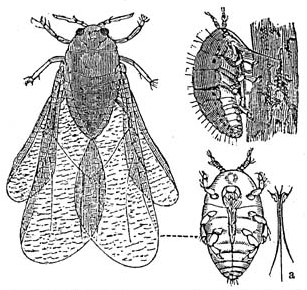
Phylloxéra

#### XIXesiècle
Dans les décennies 1830-1840, la pyrale survint et attaqua les feuilles de la vigne. Elle fut suivie d'une maladie cryptogamique, l'oïdium. Le millésime 1865 a donné des vins aux teneurs naturelles en sucres très élevées et des vendanges assez précoces. À la fin de ce siècle arrivèrent deux nouveaux fléaux de la vigne. Le premier fut le mildiou, autre maladie cryptogamique, le second le phylloxéra. Cet insecte térébrant venu d'Amérique mit très fortement à mal le vignoble. Après de longues recherches, on finit par découvrir que seul le greffage permettrait à la vigne de pousser en présence du phylloxéra. En 1895, Rully compte environ 600 hectares.

#### XXesiècle
Le mildiou provoqua un désastre considérable en 1910. Henri Gouges avait rejoint au niveau national le combat mené par le sénateur Joseph Capus et le baron Pierre Le Roy de Boiseaumarié qui allait aboutir à la création des appellations d'origine contrôlée. Il devint le bras droit du baron à l'INAO. Ainsi l'appellation rully est officiellement reconnue comme AOC par le décret du 13 juin 1939. En 1945, à cause du phylloxera et des deux guerres mondiales, la surface de vignes tombe à 90 hectares.
Apparition de l'enjambeur dans les années 1960-1970, qui remplace le cheval. En 1971 et 1998, le village reçoit la Saint-Vincent tournante. Les techniques en viticulture et œnologie ont bien évolué depuis 50 ans (vendange en vert, table de triage, cuve en inox, pressoir électrique puis pneumatique etc.).

#### XXIesiècle
Avec la canicule de 2003, les vendanges débutèrent pour certains domaines cette année-là à la mi-août, soit avec un mois d'avance, des vendanges très précoces qui ne s'étaient pas vues depuis 1422 et 1865 d'après les archives. Un orage de grêle touche durement le vignoble à certains endroits de l’appellation le 12 juillet 2011.
Le cahier des charges de l'appellation a été modifié en octobre 2009, puis en novembre 2011 (augmentation des rendements maximum).

### Étymologie
Autrefois Rubuliacum puis Rulliacum.

## Vignoble
Cette appellation en AOC est située sur la commune de Rully et sur le sud de la commune de Chagny. Le vignoble, en forme de haricot, s'étend en 2023 sur 340 hectares environ avec en proportion blanc/rouge :
- 217 hectares pour produire du rully blanc ;
- 123 hectares pour du rully rouge[1].

Répartition entre le rully (village) et le rully premier cru :
- 248 hectares d'appellation village (151 hectares pour du blanc et 97 pour du rouge) ;
- 92 hectares de premier cru (66 hectares pour du blanc et 26 pour du rouge)[1].

La commune de Rully produit également une grande quantité de crémant de Bourgogne (plus de 15 000 hl par an).

### Lieux-dits / climats
23 lieux-dits (climats) sont classés en premier cru
- dont 21 sur la commune de Rully : Agneux, Champs Cloux, Chapitre, Cloux, Grésigny, La Bressande,  La Fosse, La Renarde, Le Meix Cadot, Le Meix Caillet, Les Pierres, Margotés, Marissou, Molesme, Montpalais, Pillot, Préaux, Rabourcé, Raclot et Vauvry.
- et 2 sur la commune de Chagny ; Clos du Chaigne (à Jean de France) et Clos St Jacques.

Par ailleurs l'appellation peut être suivie du nom des climats suivants : Bas de Vauvery, Bas des Chênes, Brange, Chaponnière, Chatalienne, Chêne, Cloux Louvrier, Crays, En Thivaux, En Vésignot, Fromange, La Barre, La Billeraine, La Chaume, La Crée, La Curasse, La Gaudine, La Martelle, Le Truyer, Les Cailloux, Les Gaudors, Meix de Pellerey, Montmorin, Moulin à Vent, Plante Moraine, Plantenay, Rosey, Varot et Villerange.

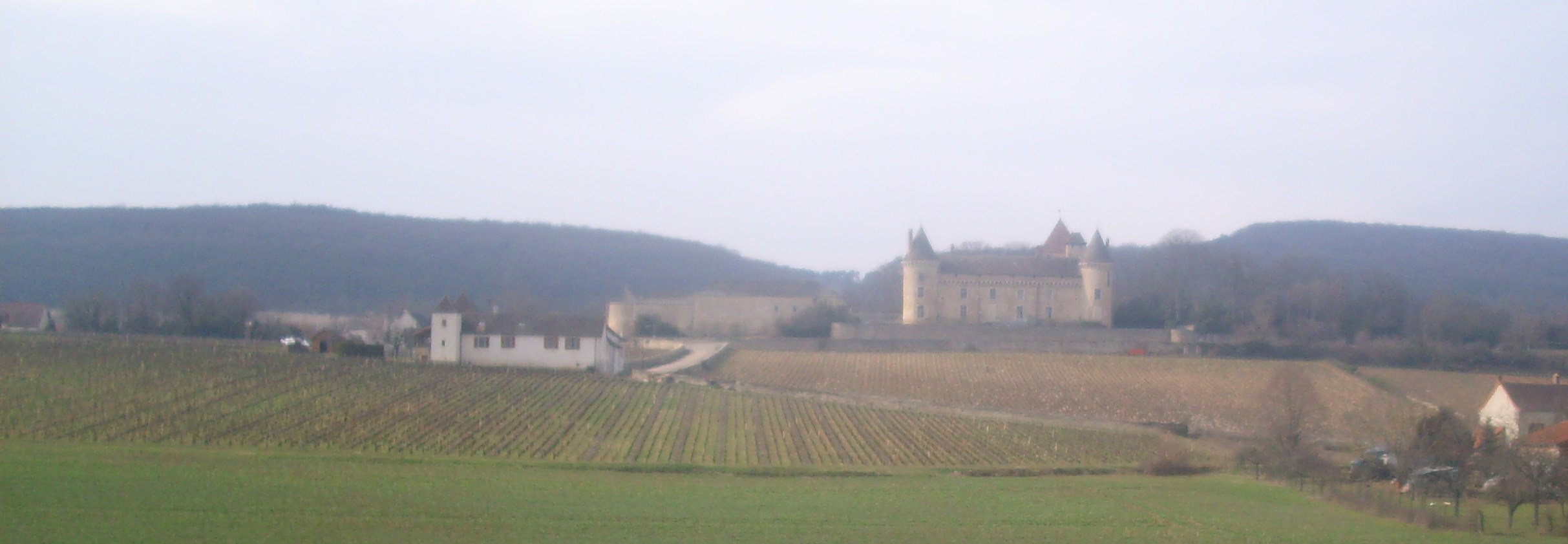
Vue d'une partie du vignoble de Rully.

### Orographie
Vignoble ayant en moyenne, un escarpement assez moyen, voire faible selon les endroits.

### Géologie
Les sols de ce vignoble sont à dominante argilo-calcaire.

### Climatologie
C'est un climat tempéré à légère tendance continentale avec des étés chauds et des hivers froids, avec une amplitude thermique assez importante entre ces deux saisons. Les précipitations sont assez hétérogènes sur l'année, avec un mois de mai le plus pluvieux de l'année. Le vent qui souffle une partie de l'année est la bise. Les gelées tardives sont peu fréquentes sur le vignoble en général. Il y a bien quelques lieux-dits ou les risques de gelées sont plus importante (on parle de zones gelives). De violents orages peuvent s'abattre sur ce vignoble avec parfois de la grêle.

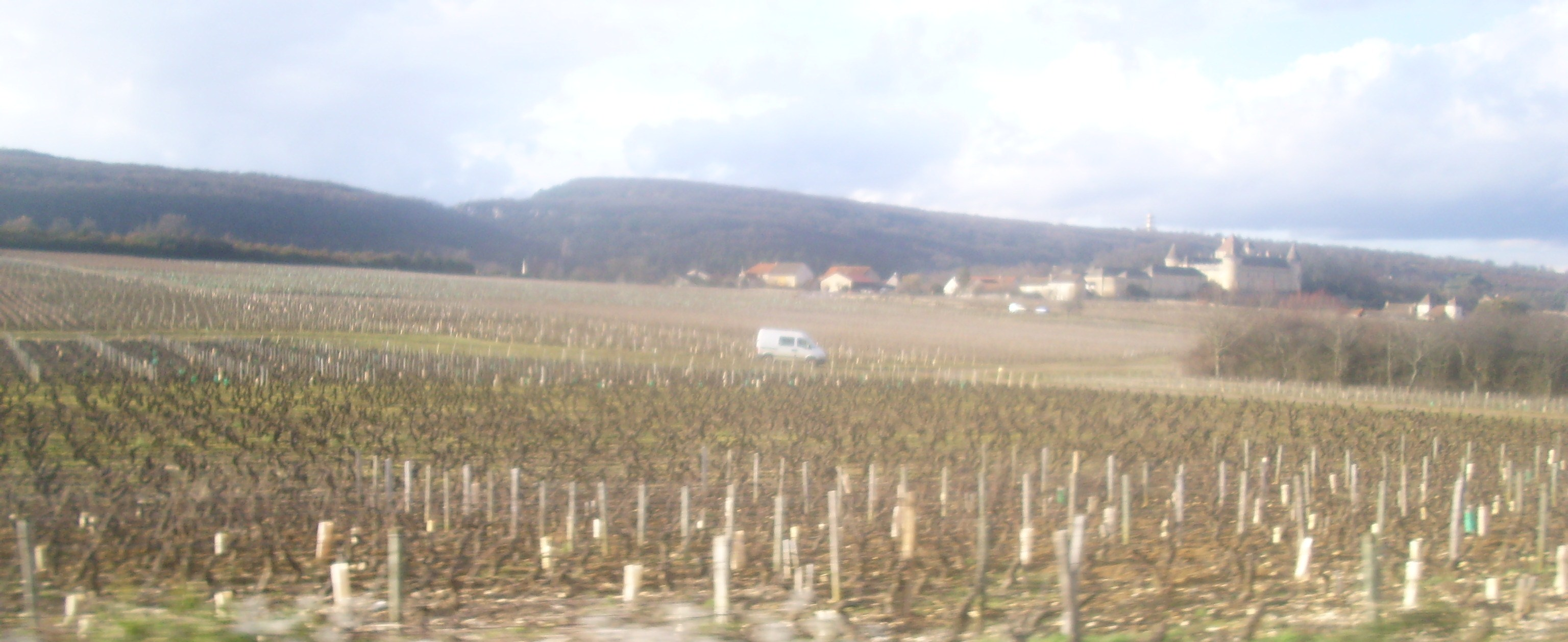
Vue des Cloux l'Ouvrier (en premier plan sur la droite).

| Mois                              | jan. | fév. | mars  | avril | mai   | juin  | jui.  | août  | sep.  | oct. | nov. | déc. | année   |
| --------------------------------- | ---- | ---- | ----- | ----- | ----- | ----- | ----- | ----- | ----- | ---- | ---- | ---- | ------- |
| Température minimale moyenne (°C) | 1,4  | 1,8  | 3,8   | 6,6   | 10,1  | 14,3  | 16,1  | 15,7  | 12    | 8,3  | 4,3  | 1,9  | 8       |
| Température moyenne (°C)          | 4,1  | 5,5  | 8,6   | 12,2  | 15,3  | 20,2  | 22,6  | 21,7  | 17,7  | 12,2 | 7,3  | 4,4  | 12,6    |
| Température maximale moyenne (°C) | 6,7  | 9,2  | 13,3  | 17,7  | 20,5  | 26    | 29    | 28,4  | 23,3  | 16,2 | 10,3 | 7    | 17,3    |
| Nombre de jours avec gel          | 10,4 | 8,6  | 3,7   | 1,3   | 0     | 0     | 0     | 0     | 0     | 0    | 4,5  | 9    | 40,5    |
| Ensoleillement (h)                | 48,2 | 92,8 | 126,5 | 163,3 | 176,8 | 165,8 | 217,8 | 162,8 | 154,4 | 59,7 | 42,9 | 26,6 | 1 437,6 |
| Précipitations (mm)               | 50   | 32   | 44    | 59    | 58    | 95    | 60    | 78    | 71    | 65   | 47   | 63   | 557     |

| Diagramme climatique                                  |          |           |           |            |          |          |            |          |           |           |        |
| J                                                     | F        | M         | A         | M          | J        | J        | A          | S        | O         | N         | D      |
| 6,71,450                                              | 9,21,832 | 13,33,844 | 17,76,659 | 20,510,158 | 2614,395 | 2916,160 | 28,415,778 | 23,31271 | 16,28,365 | 10,34,347 | 71,963 |
| Moyennes : • Temp. maxi et mini °C • Précipitation mm |          |           |           |            |          |          |            |          |           |           |        |

### Encépagement
Le pinot noir compose exclusivement les vins rouges de l'AOC. Il est constitué de petites grappes denses, en forme de cône de pin composées de grains ovoïdes, de couleur bleu sombre. C'est un cépage délicat, qui est sensible aux principales maladies et en particulier au mildiou, au rougeot parasitaire, à la pourriture grise (sur grappes et sur feuilles), et aux cicadelles. Ce cépage, qui nécessite des ébourgeonnages soignés, a tendance à produire un nombre important de grapillons. Il profite pleinement du cycle végétatif pour mûrir en première époque. Le potentiel d'accumulation des sucres est élevé pour une acidité juste moyenne et parfois insuffisante à maturité. Les vins sont assez puissants, riches, colorés, de garde. Ils sont moyennement tanniques en général.
Le chardonnay, lui, compose les vins blancs de l'AOC, même si le pinot gris est autorisé par le cahier des charges. Ses grappes sont relativement petites, cylindriques, moins denses que celles du pinot noir, constituées de grains irréguliers, assez petits, de couleur jaune doré. De maturation de première époque comme le pinot noir, il s'accommode mieux d'une humidité de fin de saison avec une meilleure résistance à la pourriture s'il n'est pas en situation de forte vigueur. Il est sensible à l'oïdium et à la flavescence dorée. Il débourre un peu avant le pinot noir à Rully, ce qui le rend également sensible aux gelées printanières. Les teneurs en sucre des baies peuvent atteindre des niveaux élevés, tout en conservant une acidité importante, ce qui permet d'obtenir des vins particulièrement bien équilibrés, puissants et amples, avec beaucoup de gras et de volume.

### Méthodes culturales

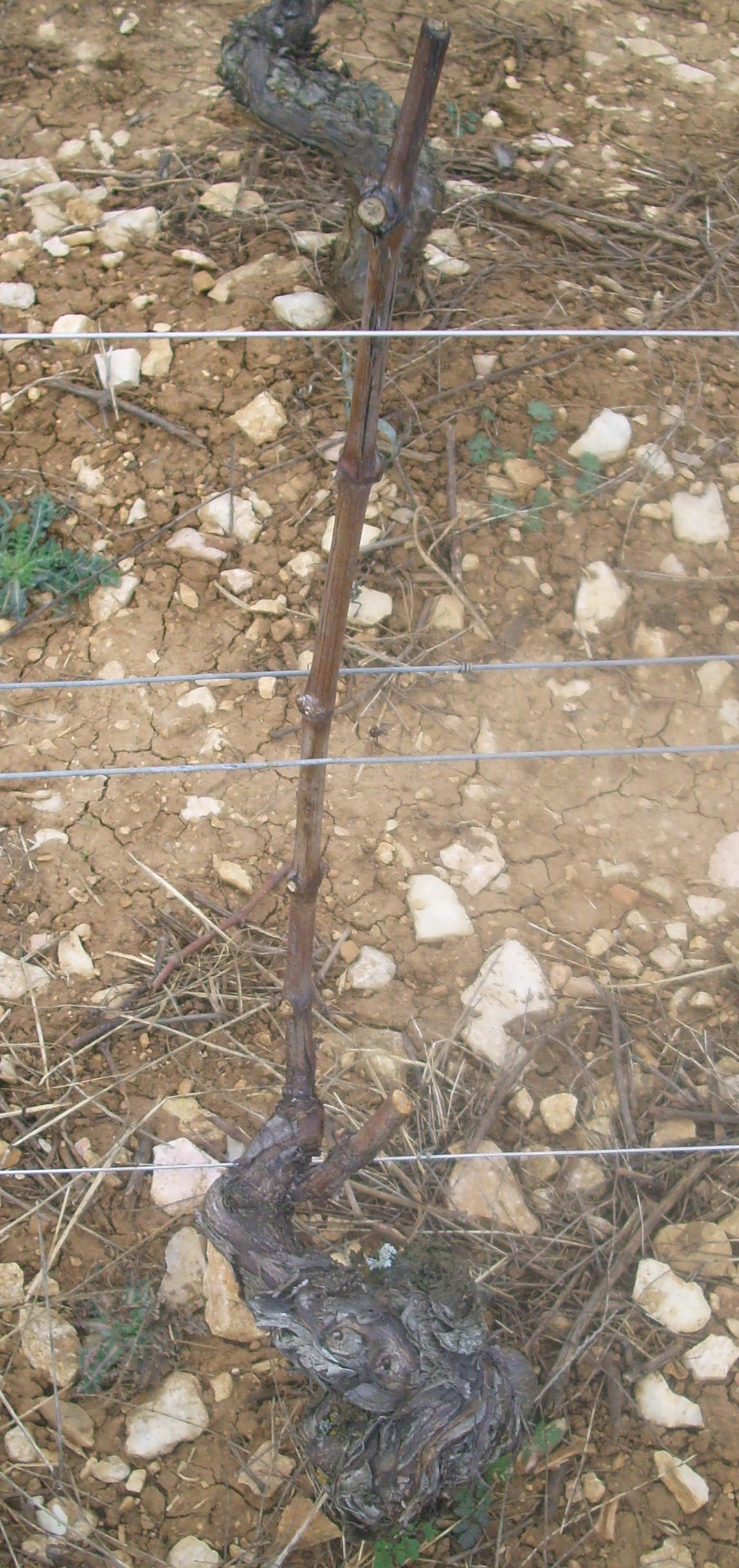
Pied de vigne taillé en Guyot simple.

#### Travail manuel
Ce travail commence par la taille, en « guyot simple », avec une baguette de cinq à huit yeux et un courson de un à trois yeux. Plus rarement est pratiquée la taille en « gobelet » et en « cordon de royat ». Le tirage des sarments suit la taille. Les sarments sont enlevés et peuvent être brûlés ou mis au milieu du rang pour être broyés. On passe ensuite aux réparations. Puis vient le pliage des baguettes (car presque toutes les vignes de cette AOC sont taillées en « Guyot simple »). Éventuellement, après le pliage des baguettes, une plantation de nouvelles greffes est réalisée. L'ébourgeonnage peut débuter dès que la vigne a commencé à pousser. Cette méthode permet, en partie, de réguler les rendements. Le relevage est pratiqué lorsque la vigne commence à avoir bien poussé. En général, deux à trois relevages sont pratiqués. La vendange en vert est pratiquée de plus en plus dans cette appellation. Cette opération est faite dans le but de réguler les rendements et surtout d'augmenter la qualité des raisins restants. Pour finir avec le travail manuel à la vigne, se réalise l'étape importante des vendanges.

#### Travail mécanique
L'enjambeur est d'une aide précieuse. Les différents travaux se composent du broyage des sarments, réalisé lorsque les sarments sont tirés et mis au milieu du rang. De trou fait à la tarière, là où les pieds de vignes sont manquants, en vue de planter des greffes au printemps. De labourage ou griffage, réalisé dans le but d'aérer les sols et de supprimer des mauvaises herbes. De désherbage fait chimiquement pour tuer les mauvaises herbes. De plusieurs traitements des vignes, réalisés dans le but de les protéger contre certaines maladies cryptogamiques (mildiou, oïdium, pourriture grise, etc.) et certains insectes (eudémis et cochylis). De plusieurs rognages consistant à reciper ou couper les branches de vignes (rameaux) qui dépassent du système de palissage. Des vendanges mécaniques se réalisant avec une machine à vendanger ou une tête de récolte montée sur un enjambeur.

### Rendements
Le rendement est limité par le cahier des charges de l'appellation à un maximum de 60 hectolitres par hectare pour le rully blanc et 54 hl/ha pour le rully rouge, réduits à 58 et 52 hl/ha respectivement pour les premiers crus. Chaque année, ces rendements maximum peuvent être modifiés à la hausse ou à la baisse par un arrêté du ministère de l'Agriculture, dans la limite des rendements butoirs de l'appellation, fixés à 64 hl/ha pour le blanc et 58 hl/ha pour le rouge, valeurs réduites à 62 et 58 hl/ha respectivement pour les premiers crus.
Les données de production des années récentes, telles que publiées par les Douanes, sont, pour le blanc :
| Année | rully blanc     | rully blanc     | rully blanc       | rully blanc 1er cru | rully blanc 1er cru | rully blanc 1er cru |
| Année | superficie (ha) | production (hl) | rendement (hl/ha) | superficie (ha)     | production (hl)     | rendement (hl/ha)   |
| ----- | --------------- | --------------- | ----------------- | ------------------- | ------------------- | ------------------- |
| 2020  | 178             | 8 543           | 48                | 58                  | 2 742               | 47                  |
| 2021  | 181             | 2 992           | 17                | 54                  | 924                 | 17                  |
| 2022  | 179             | 8 947           | 50                | 54                  | 2 848               | 53                  |
| 2023  | 181             | 8 746           | 48                | 70                  | 3 570               | 51                  |
| 2024  | 178             | 7 251           | 41                | 69                  | 2 895               | 42                  |

et pour le rouge  :
| Année | rully rouge     | rully rouge     | rully rouge       | rully rouge 1er cru | rully rouge 1er cru | rully rouge 1er cru |
| Année | superficie (ha) | production (hl) | rendement (hl/ha) | superficie (ha)     | production (hl)     | rendement (hl/ha)   |
| ----- | --------------- | --------------- | ----------------- | ------------------- | ------------------- | ------------------- |
| 2020  | 91              | 3 602           | 40                | 18                  | 579                 | 32                  |
| 2021  | 92              | 2 228           | 12                | 22                  | 632                 | 29                  |
| 2022  | 90              | 4 600           | 51                | 18                  | 817                 | 45                  |
| 2023  | 88              | 4 560           | 52                | 28                  | 1 369               | 49                  |
| 2024  | 89              | 2 985           | 34                | 27                  | 924                 | 34                  |

## Vins

### Titres alcoométriques volumiques minimal et maximal
Voici les titres alcoométriques volumique (anciennement appelé degré du vin) minimal et maximal des vins rouges et vins blancs, que doivent respecter les exploitants de cette appellation, pour que leurs vins soient commercialisables :
| AOC                           | Rouge      | Rouge      | Blanc      | Blanc      |
| Titre alcoométrique volumique | minimal    | maximal    | minimal    | maximal    |
| Village                       | 10,5 % vol | 13,5 % vol | 11 % vol   | 13,5 % vol |
| Premier cru                   | 11 % vol   | 14 % vol   | 11,5 % vol | 14 % vol   |

### Vinification et élevage
Voici les méthodes générales de vinification à Rully. Il existe cependant des petites différences de méthode entre les différents viticulteurs et négociants.

#### Vinification en rouge
La récolte des raisins se fait à maturité et de façon manuelle ou mécanique. La vendange manuelle est le plus souvent triée, soit à la vigne soit à la cave avec une table de tri, ce qui permet d'enlever les grappes pourries ou insuffisamment mûres. La vendange manuelle est généralement éraflée puis mise en cuve. Une macération pré-fermentaire à froid est quelquefois pratiquée. La fermentation alcoolique peut démarrer, le plus souvent après un levurage. Commence alors le travail d'extraction des polyphénols (tanins, anthocyanes) et autres éléments qualitatifs du raisin (polysaccharides etc.). L'extraction se faisait par pigeage, opération qui consiste à enfoncer le chapeau de marc dans le jus en fermentation à l'aide d'un outil en bois ou aujourd'hui d'un robot pigeur hydraulique. Plus couramment, l'extraction est conduite par des remontages, opération qui consiste à pomper le jus depuis le bas de la cuve pour arroser le chapeau de marc et ainsi lessiver les composants qualitatifs du raisin. Les températures de fermentation alcoolique peuvent être plus ou moins élevées suivant les pratiques de chaque vinificateur avec une moyenne générale de 28 à 35 degrés au maximum de la fermentation. La chaptalisation est réalisée si le degré naturel est insuffisant : cette pratique est réglementée. À l'issue de la fermentation alcoolique suit l'opération de décuvage qui donne le vin de goutte et le vin de presse. La fermentation malolactique se déroule après mais est dépendante de la température. Le vin est soutiré et mis en fût ou cuve pour son élevage. L'élevage se poursuit pendant plusieurs mois (12 à 24 mois) puis le vin est collé, filtré et mis en bouteilles.

#### Vinification en blanc

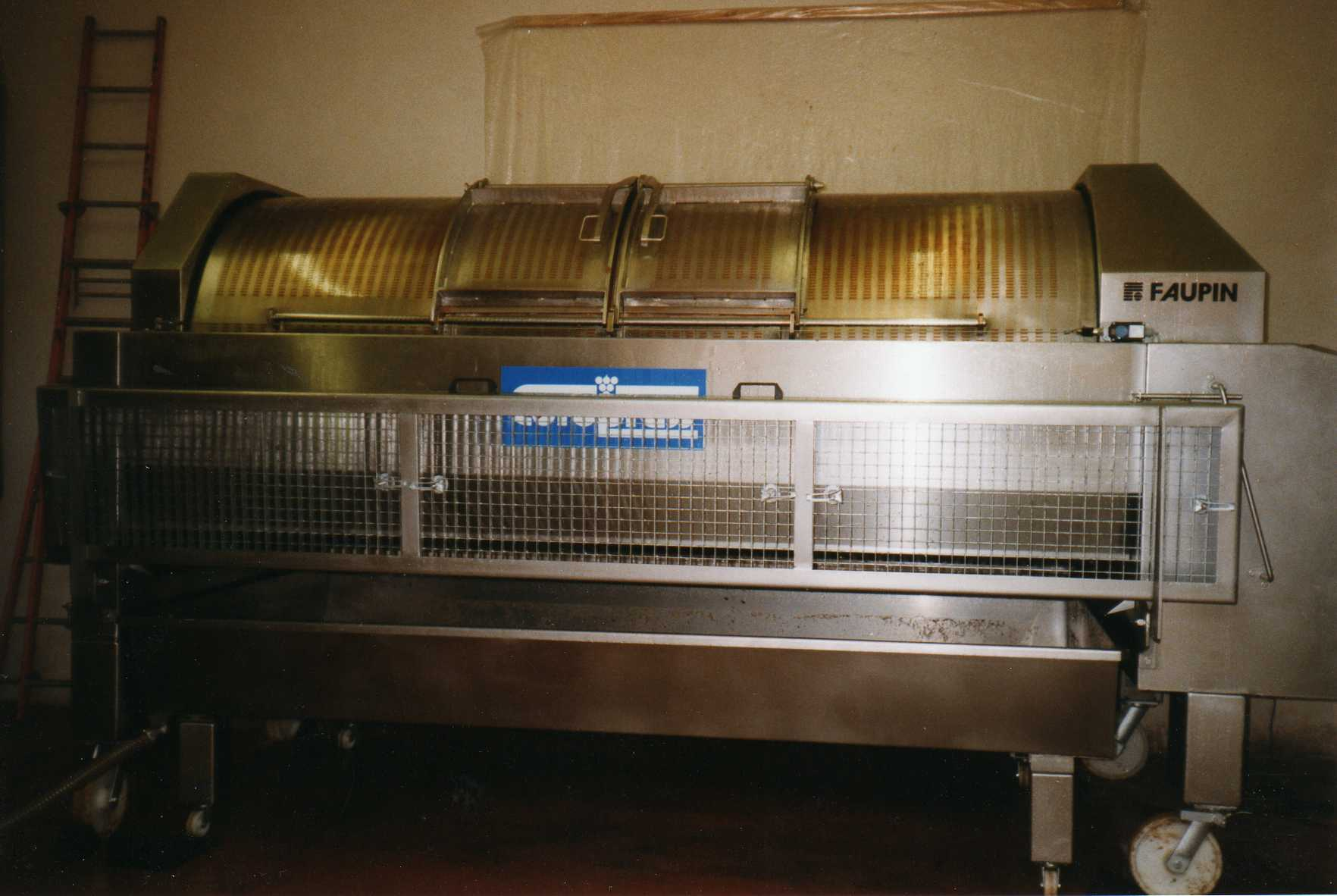
Pressoir pneumatique servant au pressurage

Comme pour le rouge, la récolte est manuelle ou mécanique et peut être triée. Les raisins sont ensuite transférés dans un pressoir pour le pressurage. Une fois le moût en cuve, le débourbage est pratiqué généralement après un enzymage. À ce stade, une stabulation préfermentaire à froid (environ 10 à 12 degrés pendant plusieurs jours) peut être recherchée pour favoriser l'extraction des arômes. Mais le plus souvent, après 12 à 48 heures, le jus clair est soutiré et mis à fermenter. La fermentation alcoolique se déroule avec un suivi tout particulier pour les températures qui doivent rester à peu près stables (18 à 24 degrés). La chaptalisation est aussi pratiquée pour augmenter le titre alcoométrique volumique si nécessaire. La fermentation malolactique est réalisée en fûts ou en cuves. Les vins sont élevés « sur lies », en fûts, dans lesquels le vinificateur réalise régulièrement un « bâtonnage », c'est-à-dire une remise en suspension des lies. Cette opération dure pendant plusieurs mois au cours de l'élevage des blancs. À la fin, la filtration du vin est pratiquée pour rendre les vins plus limpides. La mise en bouteille clôture l'opération.

### Terroir et vins
Vins blancs aux nez d'acacia et de chèvrefeuille, assez corsés, ronds et caressants en bouche. Vins rouges charnus, aux nuances fruitées et animales.

### Gastronomie, garde et température de service
Les vins rouges de Rully s'accordent bien avec des volailles rôties et en sauces, des abats (foie, ris de veau, rognons)... Ils se servent entre 14 et 17 degrés et ont une durée de garde de 3 à 6 ans.  
Les vins blancs de Rully s'accordent bien avec certains poissons, des crustacés chauds, des fromages à pâte cuite, de la volaille, ainsi qu'en apéritif... Ils se servent entre 9 et 12 degrés et ont une durée de garde de 2 à 8 ans.

## Économie

### Structure des exploitations
Les domaines sont de tailles variées. Ils mettent tout ou partie de leurs propres vins en bouteille et s'occupent aussi de le vendre. Les autres, ainsi que ceux qui ne vendent pas tous leurs vins en bouteille, les vendent aux maisons de négoce.
Les maisons de négoce achètent les vins, en général, en vin fait (vin fini) mais parfois en raisin ou en moût. Elles achètent aux domaines et passent par un courtier en vin qui sert d'intermédiaire moyennant une commission de l'ordre de 2 % à la charge de l'acheteur.
Les caves coopératives et leurs apporteurs sont des vignerons. Ces derniers peuvent leur amener leurs récoltes, ou bien la cave coopérative vendange elle-même (machine à vendanger en général).

### Production, commercialisation

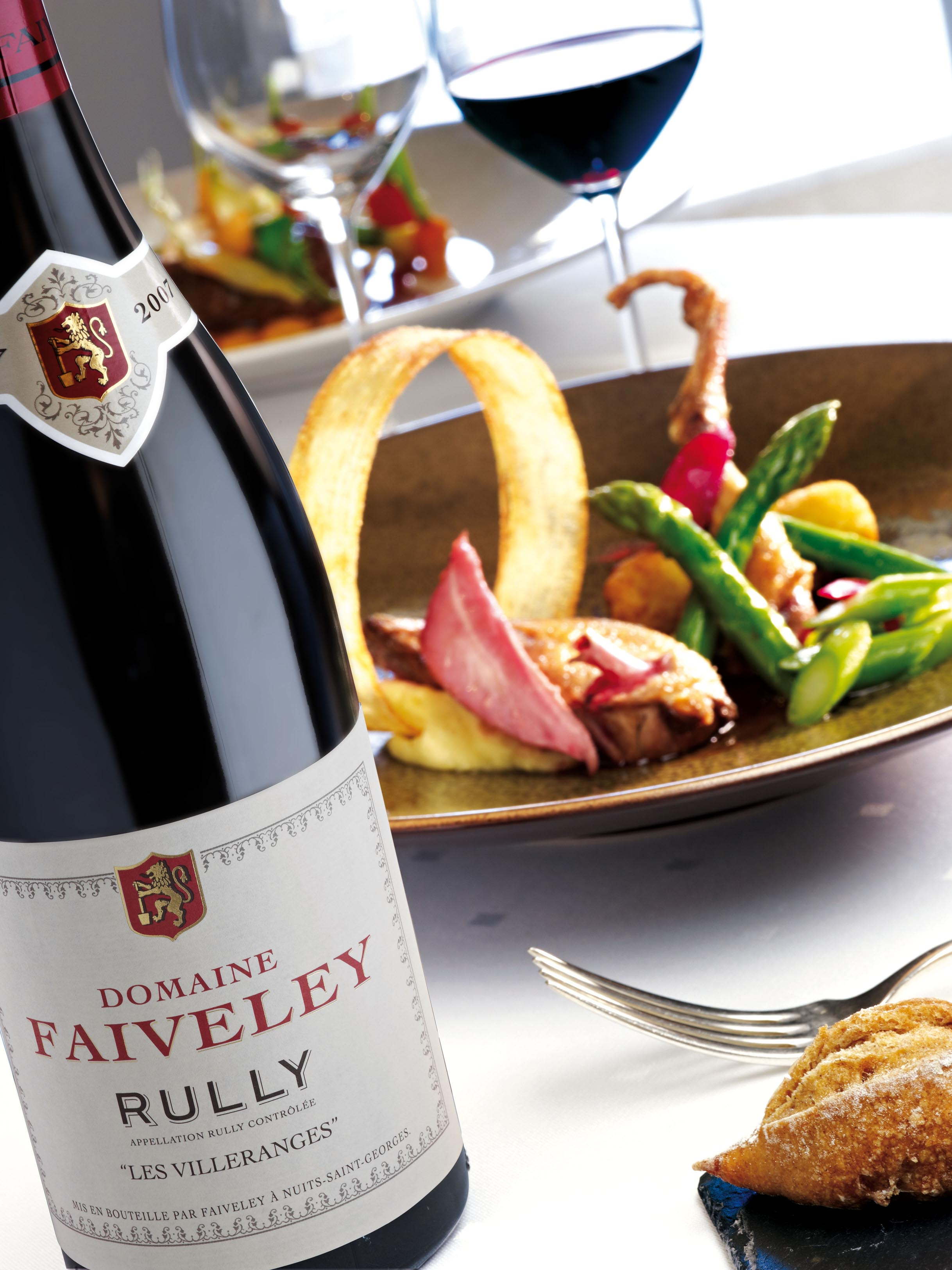
Rully rouge Les Villeranges 2007.

La production est en rouge de 5 365 hectolitres dont 1 130 hectolitres en 1er cru.
La production en blanc est de 10 430 hectolitres dont 3 285 hectolitres en 1er Cru.
La commercialisation de cette appellation se fait par divers canaux de vente : dans les caveaux du viticulteur, dans les salons des vins (vignerons indépendants, etc.), dans les foires gastronomiques, par exportation, dans les Cafés-Hôtels-Restaurants (C.H.R), dans les grandes et moyennes surfaces (G.M.S).

### Producteurs de l'appellation
- Domaine Anne Sophie Debavelaere
- Domaine Dureuil-Janthial
- Domaine Jacqueson
- Domaine Jean-Baptiste Ponsot
- Domaine Jean-Claude Brelière
- Domaine Claudie Jobard
- Domaine Belleville
- Domaine Dury
- Domaine Protheau
- Domaine Charbonnaud et fils
- Domaine de Rully Saint Michel
- Domaine M Sarrazin
- Domaine Ninot
- Maison Faiveley

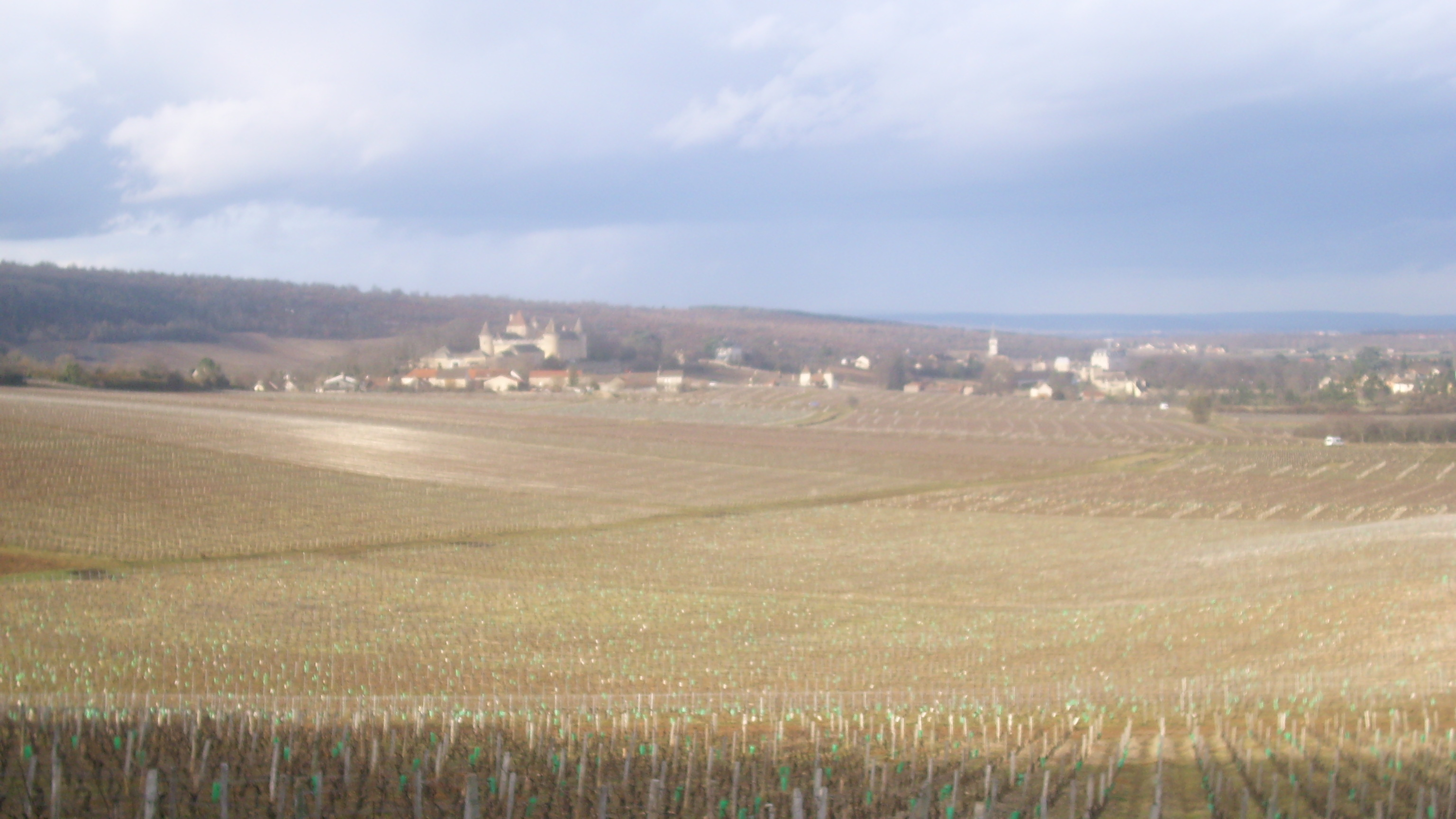
Vue d'une partie du vignoble de Rully.
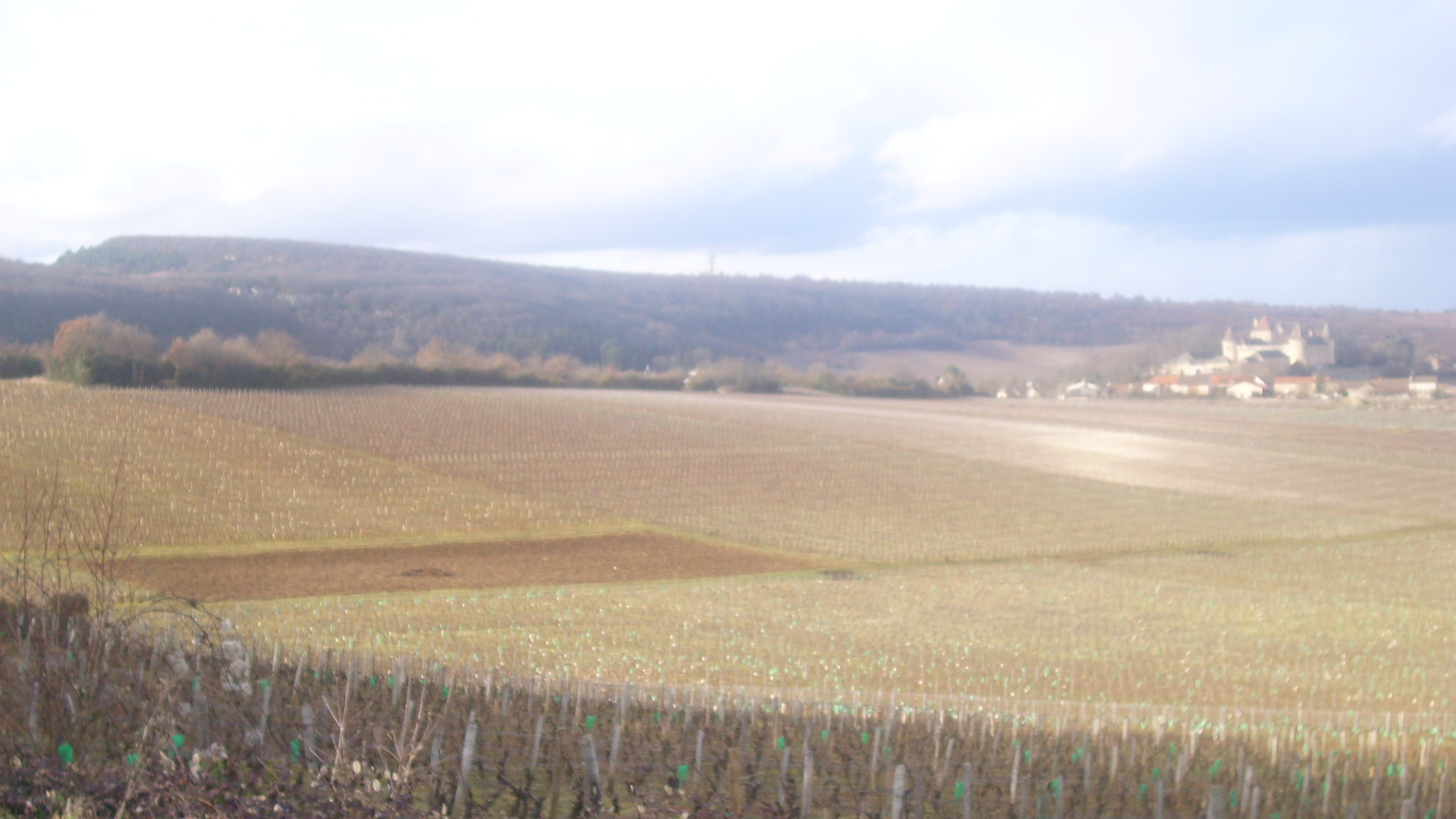
Vue d'une partie du vignoble de Rully (la Chaume).